# 328e division de fusiliers (1re formation)
Pour les articles homonymes, voir 328e division.
Cet article concerne la division formée en 1941. Pour la division formée en 1942, voir 328e division de fusiliers (2e formation).
La 328e division de fusiliers (russe : 328-я стрелковая дивизия) est une division d'infanterie de l'Armée rouge pendant la Seconde Guerre mondiale.
Elle est formée en tant que division de fusiliers standard à Iaroslavl à la fin de l'été 1941, dans le cadre de la constitution massive de nouvelles formations de combat soviétiques en réponse à l'invasion allemande. Comme plusieurs autres divisions de la série 320-330, elle n'est ni entièrement entraînée ni équipée lorsqu'elle est lancée dans la contre-offensive hivernale soviétique au sein de la 10e armée, mais contribue à repousser le groupe d'armées du Centre allemand des approches sud de Moscou en décembre et janvier. Au cours de cinq mois de combats offensifs presque continus, la division est honorée du titre d'unité de la Garde et est renommée 31e division de fusiliers de la Garde.

## Historique
La 328e division de fusiliers commence à se former dans la région de Iaroslavl du district militaire de Moscou le 26 août 1941. Son premier commandant, le colonel Piotr Antonovitch Yeremin, est nommé le même jour. Au moment de sa formation, les hommes de la division ont sur les registres à 90% la nationalité russe. L'ordre de bataille de base de la division était le suivant:
- 1103e régiment de fusiliers
- 1105e régiment de fusiliers
- 1107e régiment de fusiliers
- 889e régiment d'artillerie [3]

La division est affectée à la 10e armée de réserve en octobre, qui se déploie pour faire face à l'avancée des forces du groupe d'armées du Centre allemand contre le flanc sud de Moscou. Le 29 novembre, la 328e atteint la région de Tourlatovo (ru) et Vigorodok. À cette époque, elle est en meilleur état que de nombreuses autres divisions de son armée, puisque dotée de ses principaux types d'armes lourdes, tout en manquant encore de certains armements et de motorisation. Juste avant le début de la contre-offensive soviétique le 5 décembre, la division est à Redino. Le lendemain, l'armée est subordonnée au front de l'Ouest et reçoit l'ordre d'attaquer en direction de Mikhaïlov et de Stalinogorsk.
L'offensive conjointe contre Mikhaïlov débute le 6 décembre; la 328e a combattu à l'est de la ville tandis que les 330e et 323e divisions de fusiliers tentent de contourner respectivement par le nord et le sud-est. Les 10 et 11 décembre, le front occidental ordonne à la 10e armée de poursuivre son avance vers Plavsk, et l'armée ordonne en conséquence à ses divisions de flanc droit, dont la 328e, d'atteindre la ligne gare d' Ouzlovaïa station - Bogoroditsk - Kuzovka au matin du 12 décembre. Le 11, la division atteint la rivière Don le long du secteur Bobriki - Mikhaïlov mais rencontre une forte résistance, brisée le 13 décembre. Au cours de cette première étape de l'offensive, la 328e progresse à une vitesse d'environ neuf kilomètres par jour. Le matin du 14, l'offensive reprend et les 328e et 330e traversent toutes deux la voie ferrée Ouzlovaïa - Bogoroditsk et continuent à attaquer vers l'ouest. Plavsk est libérée et les prochains objectifs de la 10e armée sont les villes de Beliov et Kozelsk. À la fin du 21 décembre, la division atteint le secteur Korenevka - Boulandino. Au 25 décembre, elle est subordonnée au 1er corps de cavalerie de la Garde et se dirige vers la rivière Oka pour soutenir l'attaque du corps contre Beliov.
Le 27 décembre, la division avance au nord de Belyov, combattant des éléments des 112e et 167e divisions d'infanterie allemandes protégeant la ville dans cette direction. Deux jours plus tard, la division est subordonnée directement à la 10e armée et reçoit l'ordre de contourner les points forts ennemis, se déplaçant le long de la route Pachkovo - Karatcheëvo pour prendre à revers les allemands autour de Beliov. Le 30 décembre, elle entame son assaut direct sur la ville et joue le rôle principal dans sa libération, avec l'aide des 330e et 322e divisions de fusiliers. Le lendemain, tandis que cette dernière unité nettoie Beliov, les 328e et 330e continuent d'avancer vers l'ouest et le nord-ouest, mais sont rapidement redirigées vers la région de Kozelsk tandis que la 10e armée se renforce. Dans les premiers jours de janvier 1942, l'armée reçut l'ordre de couper le chemin de fer Viazma - Briansk et de libérer plusieurs villes, dont Kirov et Jizdra.
Tandis que cette nouvelle phase de la contre-offensive commence le 5 janvier, la 328e reste en deuxième échelon de la 10e armée dans la région de Kozelsk, puis doit se déplacer à Mekhovoe, localité où se trouve le quartier général de l'armée. Ayant subi de lourdes pertes dans la lutte pour Beliov, la division sert maintenant de réserve de l'armée. La 324e division de fusiliers encercle la ville de Soukhinitchi à la mi-janvier mais la 328e épuisée est la seule force disponible pour renforcer les lignes de siège. Le groupe d'armées allemand du Centre commence à recevoir des renforts de la France occupée, ce qui lui permet de lancer une contre-attaque pour soulager ses troupes assiégées le 18 janvier. Une partie de la garnison de Soukhinitchi rejoint les forces de secours allemandes et la ville est finalement libérée le 29 janvier. Les combatss continuent en février, sans grand résultat des deux côté.
Plus tard ce mois-là, la 328e est rattachée à la 16e armée, au sein du même front, et continue à se battre dans la région de Soukhinitchi au cours des mois suivants. Le 7 avril, le colonel Yeremin passe le commandement au colonel Porfirii Martinovitch Goudz. Le 24 mai, pour son courage et son héroïsme, la division est renommée 31e division de fusiliers de la Garde.